# Botanischer Garten Jerusalem

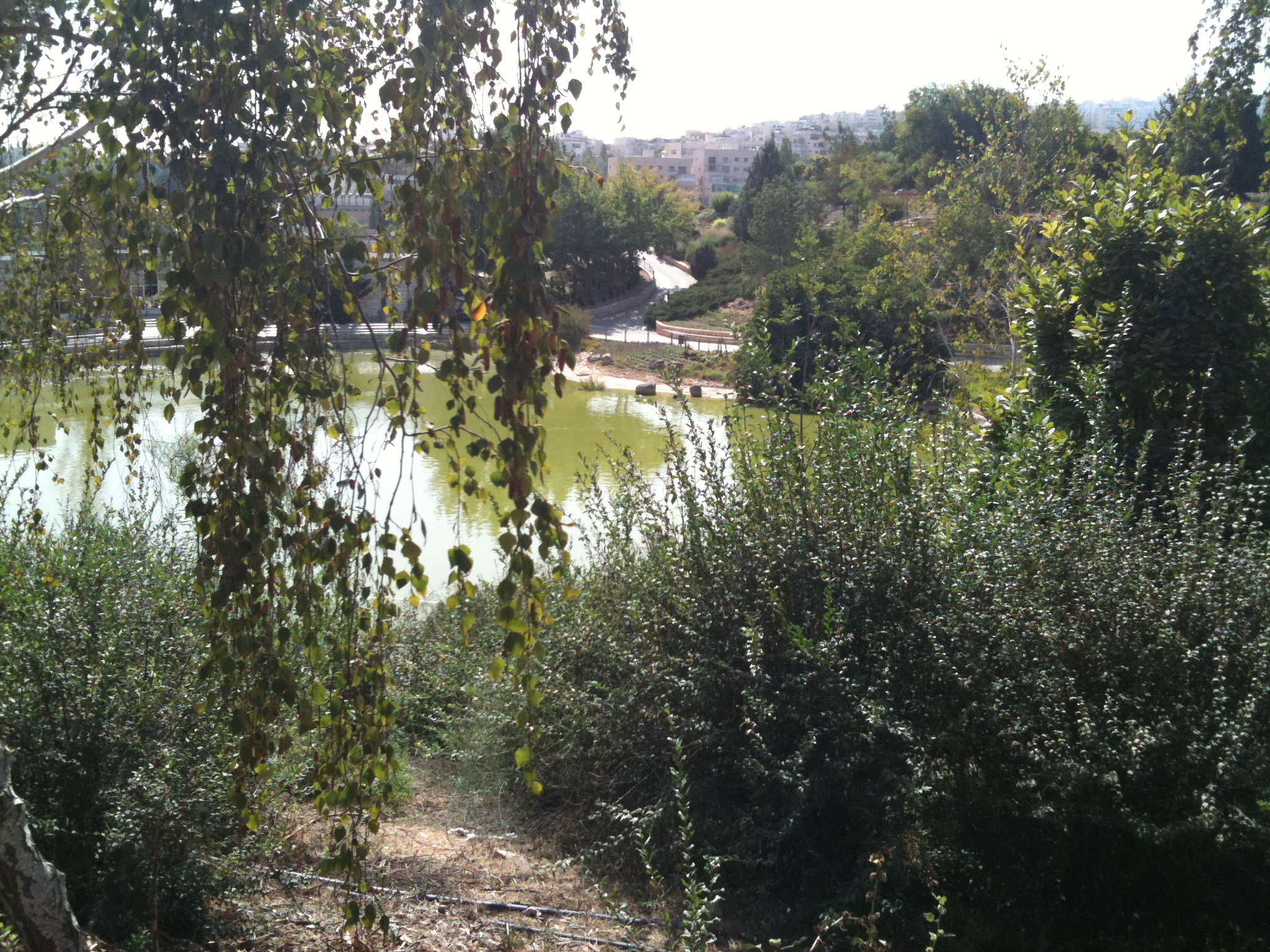
Der Botanische Garten

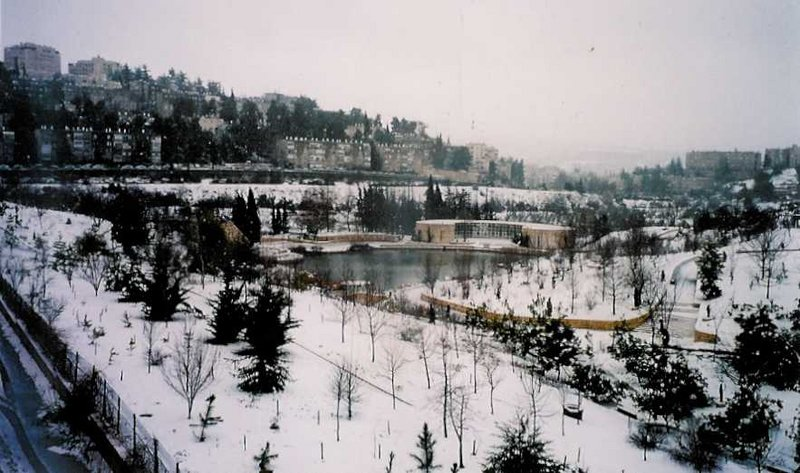
Der Botanische Garten im Schnee

Der Botanische Garten Jerusalem (Jerusalem Botanical Gardens – JBG) ist ein 1931 begründeter Botanischer Garten in Jerusalem, der sich zunächst auf dem Skopus befand. Nach dem Israelischen Unabhängigkeitskrieg von 1948–1949 wurde er, zusammen mit der Hebräischen Universität Jerusalem, in den Stadtteil Givat Ram nahe der Knesset (Israel) verlegt. Er gehörte bis 1994 zur Hebräischen Universität Jerusalem. Er wurde erst 1985 für die Öffentlichkeit freigegeben. 1986 wurde das Gewächshaus eröffnet.
Er gliedert sich in den Nordteil (12 Hektaren) und in den Südteil (6 ha). Mit mehr als 6.000 Pflanzenarten und -sorten aus der ganzen Welt beherbergt er Israels größte Sammlung lebender Pflanzen. Es gibt (im südlichen Teil des mediterranen Bereichs) einen Pfad biblischer Pflanzen, auf dem diese mit den entsprechenden Bibelstellen beschriftet sind. Betreiber ist seit 1996 die Botanical Garden Association, ein Zusammenschluss der Universität, der Stadtverwaltung, des Jüdischen Nationalfonds, der Jerusalem Foundation, des CG Funds und der Society of Friends of the Botanic Gardens.